# Bozieni, Neamț
Bozieni là một xã thuộc hạt Neamț, România. Dân số thời điểm năm 2002 là 3094 người.